# Вик-ауф-Фёр
Вик-ауф-Фёр (нем. Wyk auf Föhr, с.-фриз. A Wik, н.-нем. De Wyk / De Wiek, дат. Vyk) — город в Германии, в земле Шлезвиг-Гольштейн.
Входит в состав района Северная Фрисландия. Подчиняется управлению Фёр-Амрум. Население составляет 4421 человек (на 31 декабря 2010 года). Занимает площадь 8 км². Официальный код — 01 0 54 164.
Официальным языком в населённом пункте, помимо немецкого, является севернофризский.